# Alois Věkoslav Haber
Alois Josef „Věkoslav“ Haber, křtěný Alois Josef (9. července 1869 Praha – 7. ledna 1908 Trnovany) byl český básník, novinář a anarchista.

## Životopis
Alois Haber se narodil do rodiny rukavičkářského dělníka a zelinářky, přičemž se sám vyučil rukavičkářem. Křtěn byl jako Alois Josef, jméno Věkoslav si vybral až jako umělecké. Aktivně se zúčastňoval pravidelných týdenních schůzí Politického klubu dělnického v Pštrossově ulici. Tam se přimkl k opozičnímu směru, vedenému Vilémem Körberem. Publikoval v časopisech řízených anarchistickými ideology Vilémem Körberem, F. V. Lorencem a V. Miňovským, např. Nový věk svobody, Omladina, Nový kult, Pokrokové noviny. Prvým významným zastavením jeho životní cesty byl podpis pod prohlášením tzv. Václavské konference, konané dne 28. září 1892 v hostinci U města Pešti na oslavu pětadvacetiletého trvání dělnického hnutí v Čechách. Na podzim 1893 byl zatčen společně s představiteli pokrokářských studentů během procesu s Omladinou. Byl uznán vinným a odsouzen na 8 měsíců těžkého žaláře se zostřením samovazbou každých třicet dnů. Během čekání ve vazební věznici spolu Antonínem Pravoslavem Veselým, Antonínem Čížkem a Josefem Dutkou vytvořili známou píseň Na pražské policii.
| „                            | V Praze máme novinu, soudějí „Omladinu“. | “ |
| — z písně Na pražské policii |                                          |   |

17. listopadu 1894 vydal spolu s Karlem Auerem první číslo anarchistického časopisu Volný duch. V dubnu 1895 proběhl proces s neodvislými socialisty, ve kterém byli odsouzeni např. František Hajšman, Vilém Körber, Hynek Holub či právě Haber. Byl obviněn, že v jednom z prvých čísel Volného ducha uveřejnil příspěvek pod značkou Vosí hnízdo, popřel však, že by znal jméno odesílatele. Před soudem se spolu s Körberem a Antonínem Pravoslavem Kalinou hájil sám.
Z vězení se vrátil až koncem září 1896. V této době začal psát své dílo Mizerové. To bylo vydáno politickou jednotkou Lidumil v Duchcově roku 1897. Roku 1897 se také s Kalinou a Miňovským pokusili vydávat revue Nový kult, kterou od čtvrtého čísla převzal S. K. Neumann. Haberovy verše i sociálně politické úvahy otiskovala Moderní revue, Omladina i další časopisy. Úzce spolupracoval s Janem Opletalem a jeho Maticí dělnickou.
Roku 1898 odjel kvůli neustálým perzekucím do Paříže, kde se stal redakčním sekretářem novin L’Humanité nouvelle anarchistického teoretika A. Hamona. V létě roku 1900 zastupoval české anarchistické hnutí na světovém kongresu anarchistů v Paříži. Ve Francii se nakazil tuberkulózou. V Paříži zůstal do roku 1903, kdy odjel zpět do Duchcova. Krátce redigoval Nuselské listy a spolu s Čeňkem Körberem stál v dubnu 1904 u zrodu Politického klubu Vilém Körber v Čechách. Přestěhoval se do Trnovan u Teplic. Poslední léta jeho života mu zkomplikoval Karel Vohryzek, který Habera veřejně nazval špiclem, protože se domníval, že prozradil policii jeho účast na krádeži klenotů.
Roku 1906 vydal s Rudolfem Mášou nákladem Hornických listů v Duchcově spisek Příčiny vystěhovalectví ze severních Čech. Po říšských volbách 1907 se podílel na založení Volného sdružení českých horníků. Začal také vydávat časopis Tribuna. Jeho snahy však přerušila tuberkulóza, které podlehl 7. ledna 1908.

## Dílo

### Redigování časopisů
- Volný duch (1894–1896)
- Nový kult (1897)
- Nuselské listy (1903)
- Tribuna (1907)

### Básnická tvorba
- Listopad (1907), sbírka anarchistických a dekadentních básní

### Další
- Mizerové (1897)
- Příčiny vystěhovalectví ze severních Čech (1906)
- Základní pojmy přirozeného života
- Morálka, inteligence a kultura (1907), causerie